# Nervus opticus
De nervus opticus, of gezichtszenuw in het Nederlands, is de tweede van de twaalf hersenzenuwen.

## Beschrijving
De nervus opticus brengt visuele informatie van het netvlies in de ogen naar het corpus geniculatum laterale in de thalamus en de extrageniculate paden. Feitelijk zijn de ganglioncellen in het netvlies onderdeel van het centrale zenuwstelsel, wat maakt dat de nervus opticus technisch gezien geen nervus is, maar een fasciculus. Toch wordt het gedeelte van het netvlies tot het chiasma opticum algemeen als de nervus opticus beschouwd, terwijl het gedeelte van het chiasma opticum naar het corpus geniculatum laterale de tractus opticus wordt genoemd.
Op de plek waar de nervus opticus het oog verlaat, bevindt zich geen netvlies. Dit wordt de blinde vlek (papilla nervi optici of papil) genoemd.